# رامون كيروجا
رامون كيروجا (بالإسبانية: Ramón Quiroga)‏ (مواليد 23 يوليو 1950) هو لاعب كرة قدم. يلعب مع منتخب بيرو لكرة القدم. سبق له أن لعب في كأس العالم لكرة القدم مع منتخب بلاده.

## روابط خارجية
- رامون كيروجا على موقع الاتحاد الدولي (مؤرشف)  (الإنجليزية)
- رامون كيروجا على موقع قاعدة بيانات كرة القدم.إي يو (الإنجليزية)
- رامون كيروجا على موقع ناشيونال فوتبول تيمز (الإنجليزية)